# Sud-Est (district rural)
Pour les articles homonymes, voir Sud-Est.
Sud-Est est un district rural du Nouveau-Brunswick, situé dans le territoire de la commission de services régionaux du Sud-Est. La municipalité a été constituée le 1er janvier 2023, avec des portions des districts de services locaux (DSL) suivants: paroisse d'Alma, paroisse de Coverdale, paroisse de Dorchester, paroisse d'Elgin, paroisse d'Harvey, paroisse d'Hillsborough, paroisse d'Hopewell, paroisse de Sackville, paroisse de Salisbury, paroisse de Moncton et paroisse de Westmorland.

## Géographie
Son territoire compte 7 sections distinctes, regroupant les zones non constituées en municipalités des comtés d'Albert et de Westmorland.
| Numéro (non officiel) | Emplacement                                                 | Anciens DSL                                     | Localités                                   |
| --------------------- | ----------------------------------------------------------- | ----------------------------------------------- | ------------------------------------------- |
| 1                     | Nord-ouest                                                  | Paroisse de Moncton                             | Inhabitée                                   |
| 2                     | Sud-est, entre Shédiac, Cap-Acadie, Tantramar et Memramcook | paroisse de Dorchester, paroisse de Westmorland | Calhoun, Haute-Aboujagane                   |
| 3                     | Sud-est, entre Tantramar, Cap-Acadie et Strait Shores       | paroisse de Sackville                           | Brooklyn                                    |
| 4                     | Sud-est, entre Memramcook et Tantramar                      | paroisse de Dorchester                          | Taylor Village                              |
| 5                     | Ouest, entre Three Rivers, Fundy Albert et Fundy            |                                                 | Inhabitée                                   |
| 6                     | Ouest, entre Three Rivers et Salisbury                      |                                                 | Inhabitée                                   |
| 7                     | Ouest, entre Three Rivers, Riverview et Fundy Albert        |                                                 | Lower Turtle Creek, Pine Glen, Turtle Creek |